# Ca l'Arrufí
Ca l'Arrufí és un edifici noucentista del municipi de Cervelló (Baix Llobregat) que forma part de l'Inventari del Patrimoni Arquitectònic de Catalunya.

## Descripció
És una casa de planta rectangular, acabada en terrat i coberta de teules als costats laterals, que cobreixen dos terrats laterals, situats a banda i banda del primer pis. Té una torre, de planta quadrangular coberta a quatre vessants. Al primer pis, a més dels patis laterals hi ha un balcó de dues portes amb barana de balustres. Als patis del primer pis hi ha a cada banda, cinc columnes exemptes amb capitell jònic i dues adossades, així com una barana recoberta amb esgrafiats que forma part de la decoració.